# Comunità economica eurasiatica
La Comunità economica eurasiatica (Eurasian Economic Community, EurAsEC o EAEC) è stata un'organizzazione internazionale regionale che riuniva alcuni stati post-sovietici, oggi appartenenti alla Comunità degli Stati Indipendenti (CSI), che si trovano nel continente eurasiatico. Il 31 dicembre 2014 è stata sostituita dall'Unione economica euroasiatica (UEE).

## Storia
L'EAEC fu creata il 10 ottobre 2000 quando Bielorussia, Kazakistan, Kirghizistan, Russia, e Tagikistan firmarono il trattato di istituzione, ma fu realizzata solo quando questo fu finalmente ratificato da tutti i cinque stati membri il 31 maggio 2001.
L'organizzazione si sviluppò dall'Unione doganale del CSI. Tutti i membri sono anche membri della Comunità degli Stati Indipendenti (CSI) e le relazioni tra le due organizzazioni sono ambigue.
I membri sono d'accordo che la Comunità debba unirsi con l'Organizzazione della cooperazione centro-asiatica (OCAC).
Con la ripresa della Comunità nel 2005 la possibilità, con o senza la partecipazione dell'Ucraina, della realizzazione dello Spazio economico comune, uno degli obiettivi di questa organizzazione, è aumentata.
Questo è stato confermato nell'agosto del 2006 e nell'ottobre del 2007 ed è stato annunciato che un'unione doganale potrebbe essere formata da Russia, Bielorussia e Kazakistan nel 2011 con, in seguito, l'adesione degli altri paesi.
Nel maggio 2002, Moldavia e Ucraina hanno ottenuto lo status di osservatori dentro l'EAEC; comunque l'Ucraina in seguito ha rivelato il suo desiderio di non diventare uno stato membro. L'Armenia ha ricevuto lo status di osservatore nell'aprile 2003.
Il 9 dicembre 2003 le è stato riconosciuto lo status di osservatore dell'Assemblea generale delle Nazioni Unite.
L'Uzbekistan si applicò per la partecipazione nell'ottobre 2005 quando cominciò il processo di fusione dell'Organizzazione della cooperazione centro-asiatica con la Comunità economica eurasiatica. Le organizzazioni si unirono il 25 gennaio 2006. Non è chiaro che cosa accadrà allo status degli attuali osservatori del OCAC che non sono osservatori dell'EAEC (Georgia e Turchia).

## Membri

Membri
Membri sospesi
Osservatori
Altri membri della CSI

Membri
     Membri sospesi
     Osservatori
     Altri membri della CSI
- Bielorussia (2001)
- Kazakistan (2001)
- Kirghizistan (2001)
- Russia (2001)
- Armenia (2003)

### Membro autosospeso
- Uzbekistan (2006)[3]

### Osservatori
- Moldavia (2002)
- Ucraina (2002)

## Obiettivi
Gli obiettivi dell'EAEC includevano:
- l'attuazione di un'unione doganale e un mercato comune;
- l'armonizzazione delle tariffe doganali;
- lo sviluppo delle direttive comuni sulla sicurezza delle frontiere;
- l'introduzione di regole standard per gli scambi monetari e per il controllo monetario;
- lo sviluppo e l'attuazione dei programmi comuni sullo sviluppo sociale ed economico;
- la creazione di condizioni egualitarie per l'attività produttive e l'imprenditoria;
- la formazione di un mercato comune per servizi di trasporto e un sistema unificato di trasporti;
- la formazione di un mercato generale dell'energia;
- gli stessi diritti per i cittadini degli stati partecipanti di ottenere un aiuto medico;
- gli stessi diritti per i cittadini degli stati partecipanti di entrare negli studi superiori;
- l'armonizzazione delle legislature nazionali.

## Struttura istituzionale
La Comunità si articolava in cinque organi:
- Consiglio interstatale: è l'organo esecutivo dell'organizzazione, i suoi membri comprendono i capi di stato e di governo dei paesi membri, prende in considerazione le questioni esecutive della Comunità concernente gli interessi comuni, la definisce delle strategie, le linee guida e i prospetti di sviluppo dell'integrazione e prende decisione allo scopo di attuare gli obiettivi e i compiti della Comunità. La presidenza del Consiglio spetta a rotazione, secondo l'ordine alfabetico, ad ogni stato membro, per un anno.
- Segretariato: è formato da cittadini degli stati membri, proporzionale ai contributi al budget dell'organizzazione. È presieduto dal Segretario Generale, capo dell'amministrazione della Comunità, nominato dal Consiglio basandosi sulla raccomandazione del Comitato per un termine di tre anni.
- Assemblea interparlamentare: è formato da parlamentari degli stati membri delegati dai Parlamenti Nazionali ed ha il compito di armonizzare le leggi nazionali e renderli conformi agli accordi. I regolamenti dell'Assemblea sono approvati dal Consiglio.
- Corte comunitaria: fornisce garanzie all'uniforme rispetto degli accordo e di ogni altro accordo tra i membri della comunità e gli organi dell'organizzazione. La corte è formata da due rappresentanti per ogni membro i quali sono nominati dall'Assemblea sotto raccomandazione del Consiglio, per sei anni. Il Consiglio approva anche lo statuto che stabilisce l'organizzazione e le procedure della Corte.
- Comitato per l'integrazione: è un corpo permanente della Comunità, i cui compiti principali sono: assicurare l'azione coordinata tra gli organi dell'organizzazione, preparare le proposte riguardanti l'agenda degli incontri del Consiglio Interstatale, le bozze di risoluzioni e documenti, la formazione del budget e il controllo della sua attuazione, controllare il rispetto delle risoluzioni del Consiglio. Il comitato include i vice capi di stato dei governi membri. La presidenza del Consiglio spetta a rotazione, secondo l'ordine alfabetico, ad ogni stato membro, per un anno e ricoprendo questo ruolo può partecipare agli incontri del Consiglio Interstatale.

La lingua di lavoro della Comunità è il Russo.

## Budget
Il budget della Comunità, per ogni anno, era stato pianificato dal Comitato per l'integrazione e approvato dal Consiglio interstatale; era suddiviso in quote proporzionali nel seguente modo:
- Russia 40%
- Bielorussia	20%
- Kazakistan	20%
- Kirghizistan	10%
- Tagikistan	10%

Il budget può essere utilizzato per:
- finanziare il funzionamento delle autorità;
- finanziare i progetti comuni effettuati all'interno della struttura;
- coprire altri scopi conformi ai termini dell'accordo.